# Смолин, Георгий Яковлевич
Гео́ргий Я́ковлевич Смо́лин (26 декабря 1930, Вологда — 1 ноября 2011, Санкт-Петербург) — советский и российский историк-востоковед, специалист по истории Китая. Доктор исторических наук (1971), профессор (1976).

## Биография
В 1953 году окончил Восточный факультет Ленинградского университета. С 1953 до 1962 год работал в Библиотеке Академии наук СССР (с 1960 — учёный секретарь). Кандидат исторических наук (1960, диссертация «Крестьянское восстание в провинциях Хунань и Хубэй под руководством Чжун Сяна и Ян Яо (1130—1135 гг.)»).
С 1962 года — преподаватель восточного факультета ЛГУ. В 1971 защитил докторскую диссертацию «Антифеодальные восстания в Китае второй половины X — первой четверти XII в.», с 1976 года— профессор. В 1981—1997 был заведующим кафедрой истории стран Дальнего Востока.
Опубликовал более 220 научных работ. Главная тема исследований — средневековая история Китая.
Скончался 1 ноября 2011 года в Санкт-Петербурге. Похоронен на Большеохтинском кладбище.

## Основные труды
- Крестьянское восстание в провинциях Хунань и Хубэй в 1130—1135 гг. М. : Изд-во вост. лит., 1961. 150 с.
- Очерки истории Китая с древнейших времен до середины XVII века : Пособие для учителя. Л. : Учпедгиз, 1961. 216 с. В соавторстве с Р. Ф. Итсом.
- Антифеодальные восстания в Китае второй половины X — первой четверти XII в. М. : Наука, 1974. 556 с.
- Источниковедение древней истории Китая : Учеб. пособие. Л. : Изд-во ЛГУ, 1987. 183, [2] с.
- Они бросили вызов небу : О крестьянской войне 874—901 гг. в Китае. СПб. : Изд-во С.-Петерб. ун-та, 1997—2000.

Ч. 1. 1997. 319 с. ISBN 5-288-01574-0.
Ч. 2. 200. [1], 417, [1] с. ISBN 5-288-01975-4.
- Первенец жанра китайского историописания «Записи событий от начала до конца» : (Цзи ши бэнь мо) // Историография и источниковедение истории стран Азии и Африки. СПб., 2004. Вып. 20. С. 132—158.